# Bairdoppilata mocamedesenis
Bairdoppilata mocamedesenis is een mosselkreeftjessoort uit de familie van de Bairdiidae. De wetenschappelijke naam van de soort is voor het eerst geldig gepubliceerd in 1974 door Hartmann.